# Markus Kral
Markus Kral (* 1963 in Hörsching)   ist ein österreichischer Antiquitätenhändler.

## Leben
Markus Kral ist gelernter Elektriker, der seit seinem 25. Lebensjahr Flohmärkte besucht. 1998 gründete der Antiquitätenhändler in Hörsching sein eigenes Geschäft, das er gemeinsam mit seiner Frau und seinem Sohn betreibt.
Seit 2019 tritt Kral im „Händlerraum“ der ServusTV-Sendereihe Bares für Rares Österreich auf.